# Jacqueline Beaugé-Rosier
Jacqueline Beaugé-Rosier (sinh ngày 7 tháng 2 năm 1932) là một nhà giáo dục và nhà văn người Haiti sống ở Ontario, Canada.

## Tiểu sử
bà được sinh ra Jacqueline Beaugé tại Jérémie và được giáo dục tại Viện Notre-Dame-de-Lộdes ở đó. Bà bước vào một tu viện tại Kenscoff nhưng rời đi vì lý do sức khỏe. Sau đó, bà được đào tạo như một giáo viên tại Notre-Dame-de-Lộdes, tốt nghiệp năm 1952. Bà dạy tại trường Édmée-Rey cho đến năm 1953, sau đó tại Lycée Pétion ở Port-au-Prince cho đến năm 1969 và tại Collège Roger Anglade từ năm 1971 đến năm 1975. Sau khi kết hôn với Jacques V. Rosier, bà rời Haiti và định cư tại Canada. Bà tiếp tục học tại Algonquin College, tại Đại học Québec à Hull và tại Đại học Ottawa, lấy bằng thạc sĩ văn học Pháp. Sau đó, bà dạy học ở Ottawa cho đến khi nghỉ hưu vào năm 2004.
Từ 1957 đến 1962, Beaugé-Rosier đã liên kết với các nhà thơ "Haïti littéraire" và, từ 1964 đến 1966, bà là thành viên của nhóm văn học Houghenikon. Tại Canada, bà trở thành thành viên của Hiệp hội des Auteures et auteurs francophones d'Ontario.
Năm 1991, bà nhận được Trophée de la Tonnelle Haïtienne de l'Ouataouais. Năm 1993, bà được trao giải nhì trong một cuộc thi văn học được tài trợ bởi Société des écrivains canadiens de Toronto. Năm 2000, bà đã nhận được Plaque d'Honneur từ cộng đồng Haiti của Canada vì những đóng góp của bà cho văn học Pháp-Ái và phát triển văn hóa Haiti-Canada.

## Tác phẩm được chọn[1]
- Climats en marche, thơ (1962)
- À Vol d'ombre, thơ (1966)
- Les Cahiers de la mouette, thơ và truyện (1983)
- D'vif et de đau, thơ (1992)
- Les Yeux de l'anse du Clair, tiểu thuyết (2001)

1. 1 2 3 4 5  "Jacqueline Beaugé-Rosier" (bằng tiếng Pháp). ile en ile.
2. ↑  "L'auteure du jour: Jacqueline Beaugé-Rosier" (bằng tiếng Pháp). Ishyo Arts Centre. Bản gốc lưu trữ ngày 16 tháng 2 năm 2016. Truy cập ngày 20 tháng 7 năm 2019.